# 45-мм противотанковая пушка образца 1932 года (19-К)

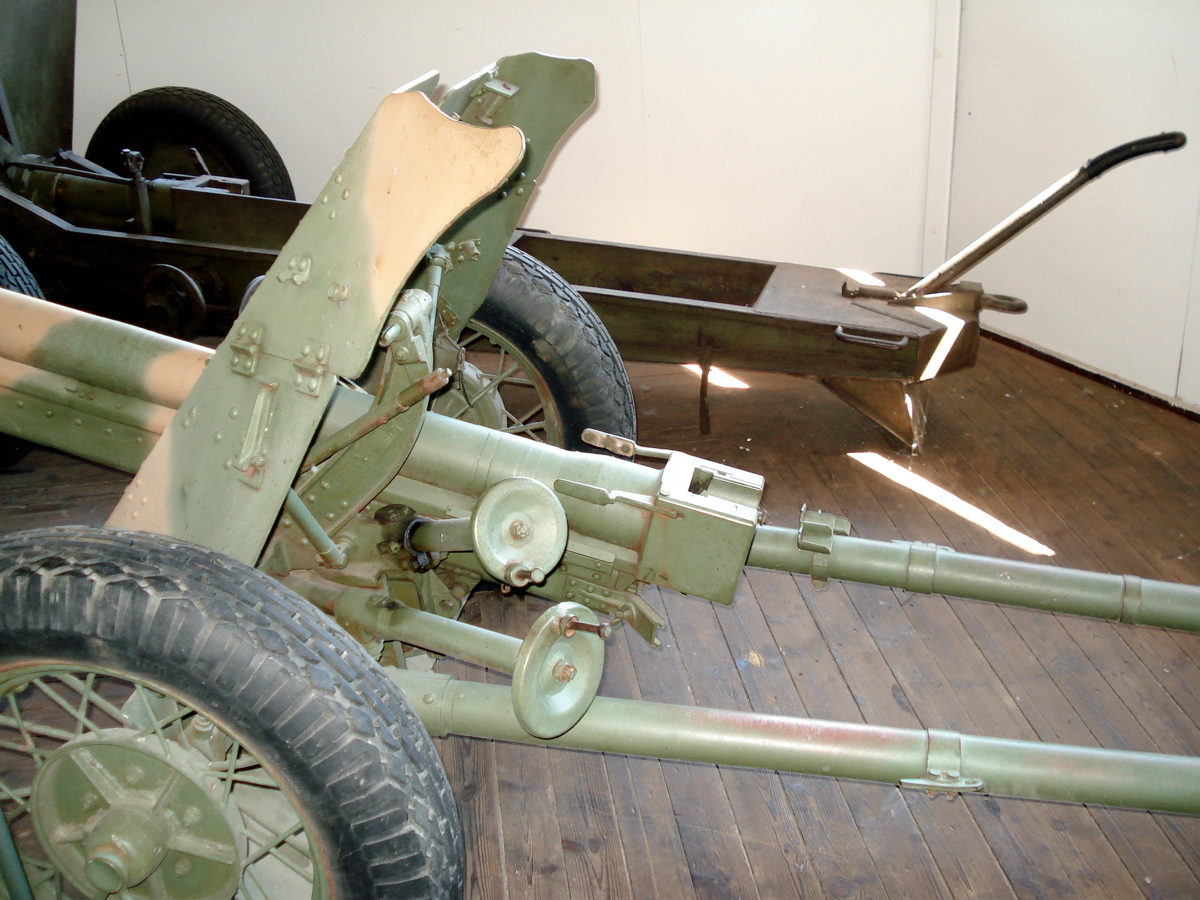
Вид сбоку

45-мм противотанковая пушка образца 1932 года (сорокапятка, Индекс ГАУ — 52-П-243А) — советское полуавтоматическое противотанковое орудие калибра 45 мм.

## История создания
В конце 1931 года конструкторы завода № 8 установили в кожух 37-мм противотанковой пушки образца 1930 года, построенной по купленной у немецкой фирмы «Рейнметалл» документации, новый ствол калибра 45 мм и слегка укрепили лафет.
Эта система была принята на вооружение в марте 1932 года под названием «45-мм противотанковая пушка образца 1932 года», на заводе орудие получило индекс 19-К. Затем конструкторы завода № 8 перепроектировали противотанковую пушку 19-К для установки её в танк, получившей название «45-мм танковая пушка образца 1932 года» и, соответственно, заводской индекс 20-К.
Специально для отладки 45-мм ПТП 19-К на заводе № 8 имени Калинина была создана «шарашка» — Специальное конструкторское бюро ОГПУ. В 1933 году на заводе № 8 по чертежам СКБ ОГПУ была изготовлена модернизированная пушка 19-К. Эта пушка получила название «45-мм ПТП образца 1933 года», но позже это название не прижилось. По сравнению с образцом 1932 года в модернизированной пушке утолщены щёки казённика, удлинён кожух, изменён клин затвора. Основным же изменением было введение полуавтоматики инерционного типа, работавшей за счёт инерции отката, взамен прежней полуавтоматики механического типа, работавшей за счёт энергии отката. Пушка образца 1932 года была фактически четвертьавтоматической — автоматически только закрывался затвор после заряжания патрона. Кроме того, изменено устройство компрессора. Вес пушки в боевом положении составил 414 килограммов.
После заводских испытаний опытный образец 45-мм ПТП образца 1933 года прибыл 26 декабря 1933 года на НИАП, где прошёл полигонные испытания в объёме 1046 выстрелов и 500 км пробега.
При стрельбе бронебойными снарядами полуавтоматика работала удовлетворительно, без учёта отказов из-за качества гильз. Но при стрельбе осколочным снарядом чертежа 2116 весом 2,15 кг с начальной скоростью 335 м/с и давлением в канале 900—1000 кг/см² полуавтоматика не работала, так как было недостаточно энергии отката для взведения пружин полуавтоматики. Длина отката при этом снаряде — менее 690 мм. Таким образом, для осколочных снарядов 45-мм пушка образца 1933 года оставалась четвертьавтоматической.
Колёса пушки по-прежнему оставались деревянными, что создавало большие сложности при эксплуатации. Так, максимальная скорость движения по булыжнику составляла 10—15 км/час, на полигонных испытаниях часто лопались спицы колёс. Тем не менее по заключению комиссии 45-мм пушка полигонные испытания выдержала и была запущена в производство, правда, под старым названием — образца 1932 года.

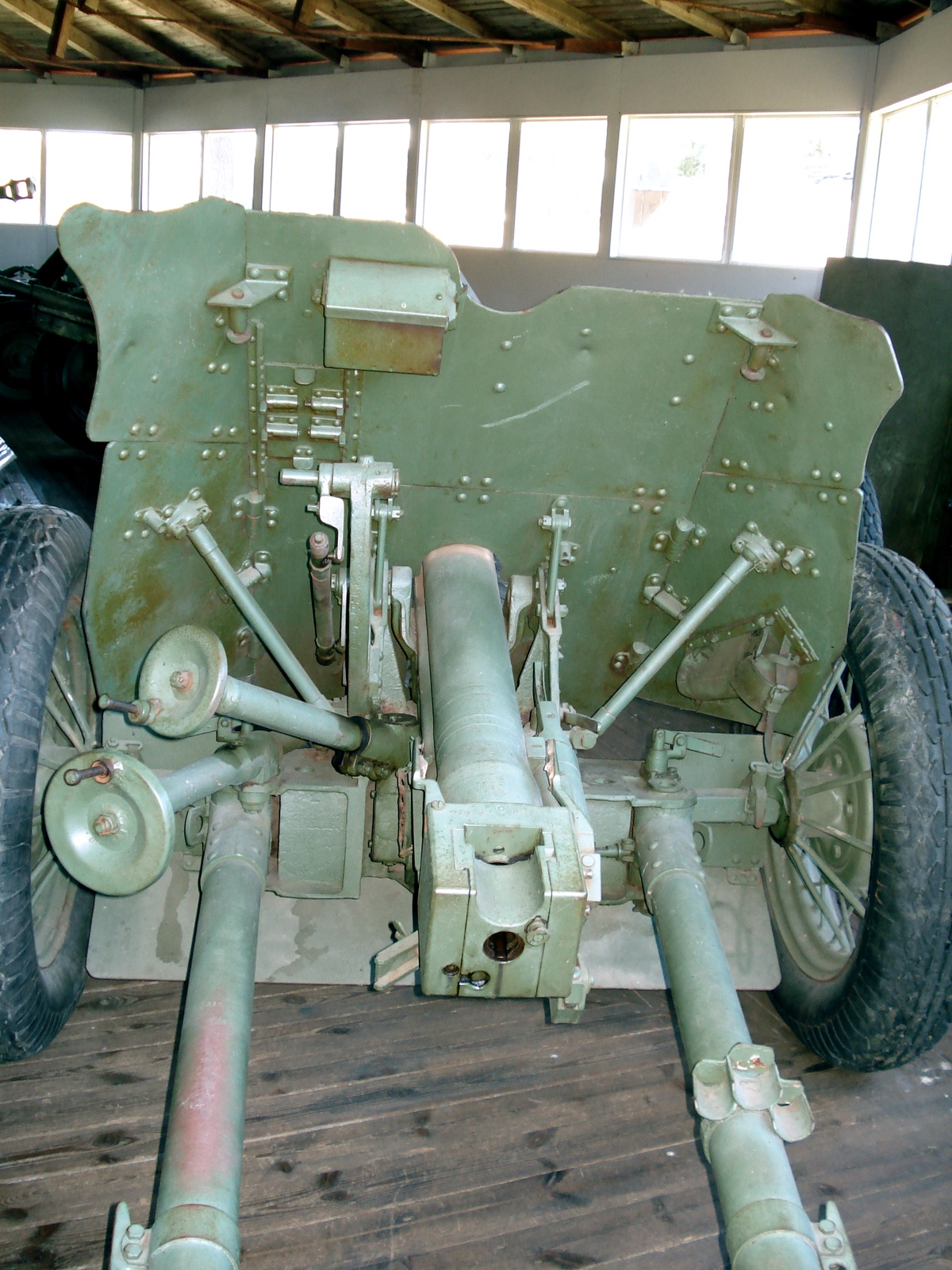
Она же, вид сзади

В 1934 году была проведена новая модернизация пушки, и пушка снова получила новое название «45-мм ПТП образца 1934 года», которое также не прижилось. Модернизация пушки заключалась в замене деревянных колёс фордовскими колёсами от автомобиля ГАЗ-А на пневматических шинах, и в изменении поворотного механизма. Вес системы в боевом положении составил 425 кг.
В январе — апреле 1936 года пушка образца 1934 года прошла полигонные испытания на НИАПе 170 выстрелами и 300 километрами пробега. По данным комиссии пушка испытания выдержала.
7 ноября 1936 года принято Постановление СТО о переводе 45-мм ПТП с деревянных колёс на металлические колёса с губчатым каучуком от автомобиля ГАЗ-А. К началу 1937 года 45-мм ПТП образца 1932 года на металлических колёсах с ГК пошли в серийное производство.
22 апреля 1934 года в Артиллерийском управлении РККА было рассмотрено предложение Шпитального о переделке 45-мм пушки образца 1932 года в автоматическую. Согласно проекту ОКБ-15 вводился новый ствол, новый затвор и магазин на 6 патронов. АУ согласилось с предложением Шпитального, выдало заказ на изготовление опытного образца к осени 1934 года. Опытный образец 45-мм автоматической пушки был изготовлен и испытан, но на вооружение не принят. Введение полной автоматики для 45-мм ПТП было нецелесообразно из-за уменьшения надёжности пушки и увеличения её веса по сравнению с полуавтоматической пушкой.
Всего пушек 19-К в 1932—1938 годах было выпущено около 7900.
| 1932 | 1933 | 1934-1936 | 1937 | 1938      | Всего    |
| ---- | ---- | --------- | ---- | --------- | -------- |
| 6    | 60   | 2908      | 1780 | ок. 3100* | ок. 7900 |

*из 3522 выпущенных
На 1 января 1941 года на балансе ГАУ состояло 7682 орудия, из которых 953 требовало среднего ремонта, 100 капитального и 29 подлежали списанию.
На 22 июня 1941 в РККА имелось 7653 пушки из примерно 7900 выпущенных. Из остальных, часть орудий была передана НКВД и НКВМФ, а так же поставлена на экспорт и потеряна в боевых действиях.

## Боеприпасы
- Номенклатура боеприпасов :
  - бронебойный 53-Б-240
  - бронебойно-трассирующий 53-БР-240
  - бронебойно-трассирующий 53-БР-240СП (сплошной)
  - бронебойно-трассирующий подкалиберный 53-БР-240П
  - осколочный 53-О-240 (стальной)
  - осколочный 53-О-240А (сталистого чугуна)
  - картечь 53-Щ-240
  - дымовой 53-Д-240

## Где можно увидеть
- Россия — Музей отечественной военной истории в деревне Падиково Истринского района Московской области
- Россия — Музейный комплекс УГМК, г. Верхняя Пышма, Свердловская область.[1].

## Развитие проекта
На базе орудия были разработаны 45-мм противотанковая пушка образца 1937 года 53-К и 45-мм танковая пушка образца 1932/38 годов 20-К.